# Mimipodoryctes
Mimipodoryctes är ett släkte av steklar. Mimipodoryctes ingår i familjen bracksteklar.
Kladogram enligt Catalogue of Life:
| Mimipodoryctes | \| \| Mimipodoryctes korotyaevi \| \| \| \| \| \| Mimipodoryctes peregrinus \| \| \| \| \| \| Mimipodoryctes rokkoensis \| \| \| \| \| \| Mimipodoryctes rubriceps \| \| \| \| |
|                | \| \| Mimipodoryctes korotyaevi \| \| \| \| \| \| Mimipodoryctes peregrinus \| \| \| \| \| \| Mimipodoryctes rokkoensis \| \| \| \| \| \| Mimipodoryctes rubriceps \| \| \| \| |
|                | Mimipodoryctes korotyaevi |
|                | |
|                | Mimipodoryctes peregrinus |
|                | |
|                | Mimipodoryctes rokkoensis |
|                | |
|                | Mimipodoryctes rubriceps |
|                | |